# Mímis Fotópoulos
Mímis (Dimítris) Fotópoulos (grec moderne : Μίμης Φωτόπουλος) né le 20 avril 1913 à Zátouna en Arcadie et mort le 29 octobre 1986 à Athènes était un acteur de théâtre et de cinéma, ainsi qu'un écrivain et poète grec.

## Biographie
Mímis Fotópoulos entre à l'école d'art dramatique du théâtre national de Grèce tout en poursuivant des études de philosophie.
Il commence sa carrière cinématographique dès 1948. Il dirige sa propre troupe de théâtre à partir de 1950.

## Filmographie partielle
- 1948 : Anges perdus
- 1948 : Les Allemands reviennent
- 1950 : Viens voir le tonton !
- 1950 : Tempête au phare
- 1951 : Les Quatre Marches
- 1952 : Le Grognon
- 1954 : La Belle d'Athènes
- 1955 : La Fausse Livre d'or
- 1955 : Golfo
- 1955 : Pain, amour et chansonnette
- 1957 : Fanouris et les siens
- 1960 : Blanche-Neige et les Sept Vieux Garçons
- 1967 : Kolonaki, zéro de conduite

## Œuvres
- Bouloukia (Μπουλούκια) 1940
- Imitonia (Ημιτόνια) 1960
- Sklira trioleta (Σκληρά τριολέτα) 1961
- 25 Chronia Theatro (25 χρόνια θέατρο) 1958, autobiographie
- To Potami Tis Zois Mou (Το ποτάμι της ζωής μου) 1965, autobiographie
- Ena Koritsi Sto Parathyro (Ένα κορίτσι στο παράθυρο) 1966, théâtre
- Pelopidas O Kalos Politis (Πελοπίδας ο καλός πολίτης), 1976, théâtre